# Roxana Perie
Roxana Perie (ur. 6 września 1995) – rumuńska lekkoatletka specjalizująca się w rzucie młotem.
Zdobyła brązowy medal mistrzostw świata juniorów młodszych w 2011.
Medalistka mistrzostw Rumunii oraz mistrzostw Bałkanów juniorów.
Jej starsza siostra Bianca Perie także, z sukcesami, uprawia rzut młotem.
Rekord życiowy: 61,43 (25 lipca 2015, Pitești). 

## Osiągnięcia
| Rok  | Impreza                               | Miejsce         | Pozycja             | Wynik |
| ---- | ------------------------------------- | --------------- | ------------------- | ----- |
| 2011 | Mistrzostwa świata juniorów młodszych | Lille Metropole | 3. miejsce          | 56,75 |
| 2012 | Zimowy puchar Europy w rzutach        | Bar             | 10. miejsce w gr. B | 56,82 |
| 2012 | Mistrzostwa świata juniorów           | Barcelona       | el. – 21. miejsce   | 56,18 |
| 2013 | Zimowy puchar Europy w rzutach        | Castellón       | 13. miejsce w gr. B | 54,67 |
| 2014 | Mistrzostwa świata juniorów           | Eugene          | el. – 20. miejsce   | 55,83 |
| 2016 | Puchar Europy w rzutach               | Arad            | 12. miejsce (U-23)  | 56,55 |